# Prue Watt
Prudence Elise Watt (Newcastle, 1 de enero de 1987) es una nadadora paralímpica medallista de oro, plata y bronce de Australia. Ha representado a Australia en los cuatro Juegos Paralímpicos de 2004 a 2016.

## Vida personal
Prudence Elise Watt nació el 1 de enero de 1987 en Newcastle, Nueva Gales del Sur. Nació prematura a las 24 semanas y los altos niveles de oxígeno en su sistema provocaron que su retina se dañara. Como resultado, puede ver unos 2 metros más adelante y tiene una gran cantidad limitada de visión periférica. Su deterioro de la visión se denomina retinopatía del prematuro. En 2016, estudia una licenciatura en ciencias, con especialización en neurociencia en la Universidad de Nueva Gales del Sur (UNSW). Recibe una beca deportiva Ben Lexcen de la UNSW y forma parte del programa de atletas de élite de la UNSW.

## Natación

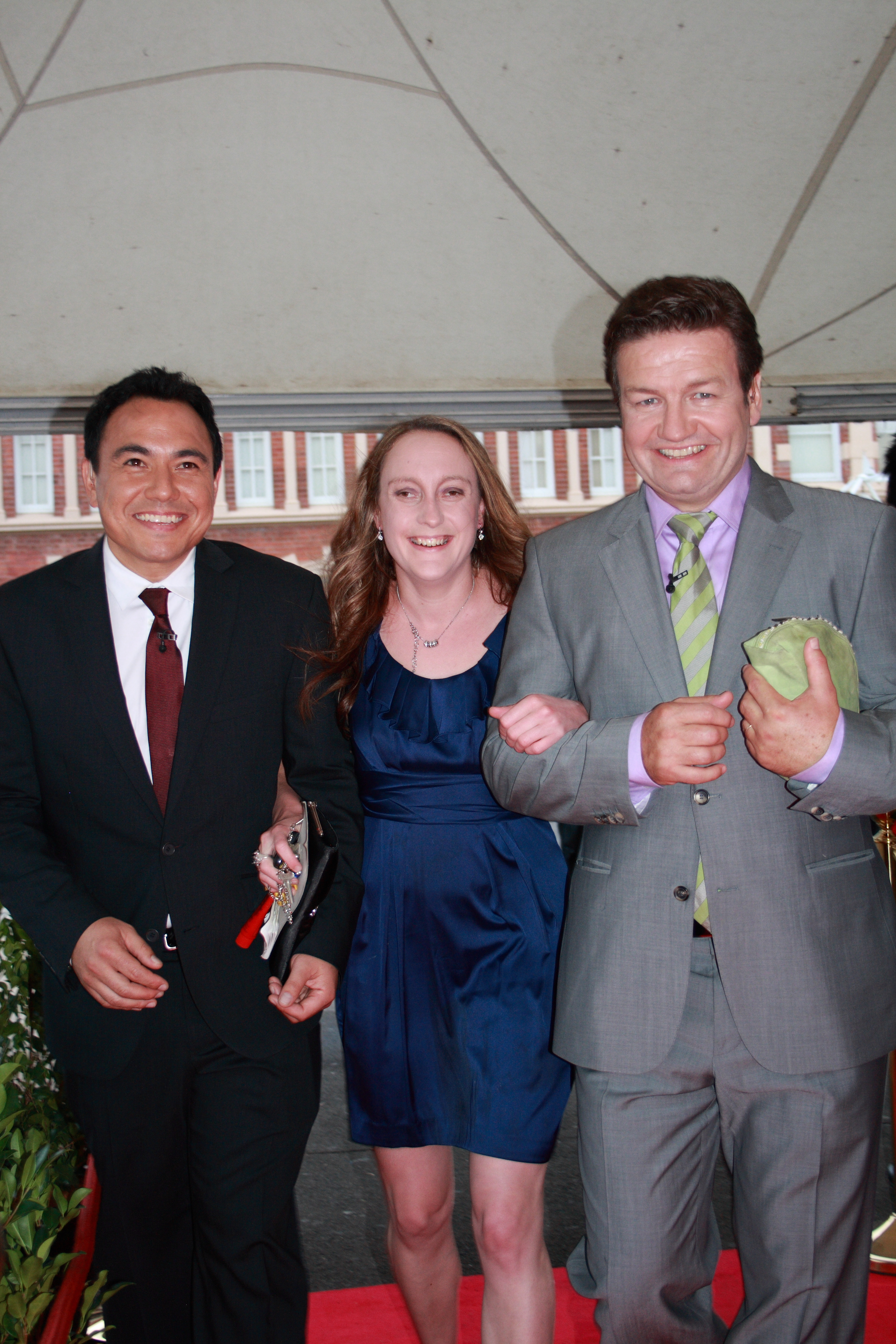
Prue Watt llega a la ceremonia del paralímpico australiano del año 2012.

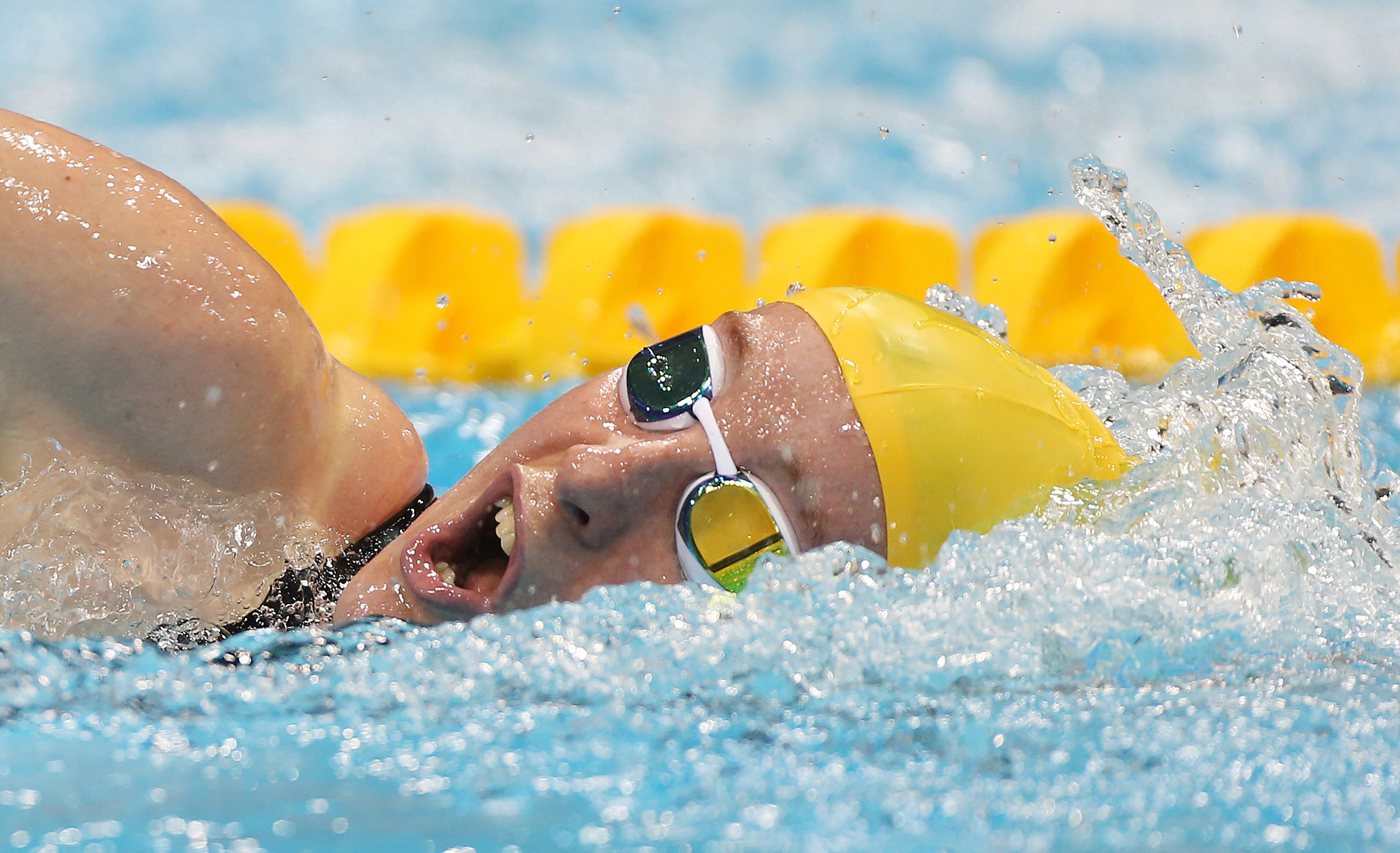
Watt en los Juegos Paralímpicos de Londres 2012.

Comenzó a nadar a los trece años y a la edad de quince, representó a Australia a nivel internacional en el Campeonato Mundial de Natación IPC 2002, en Mar del Plata, Argentina, donde ganó dos medallas de bronce.
Se interesó en por la natación a través del surf salvando vidas y estaba compitiendo a nivel estatal y nacional a la edad de catorce años. En 2001, fue seleccionada para recorrer Canadá con el NSW Disabled Ski Team. Esta selección la obligó a concentrarse en la natación para su carrera deportiva. Fue becaria paraolímpica del Instituto Australiano de Deportes de 2002 a 2011.
Ganó cinco medallas de plata y una de bronce en los Juegos Paralímpicos de Atenas 2004, después de competir en la prueba de 100 metros mariposa S13, la prueba de 100 metros estilo libre S13, la prueba de 200 metros estilo libre SM13, la prueba de 400 metros estilo libre S13 y la prueba de 50 metros estilo libre S13. En los mismos juegos, ganó una medalla de bronce en la prueba de 100 m braza SB13 Compitió en los Juegos Paralímpicos de Pekín 2008 pero no ganó ninguna medalla.
En los Juegos de la Mancomunidad de 2006 en Melbourne, obtuvo una marca personal en los 100 metros libres de los Atletas de Élite con Discapacidad (EAD). En los Campeonatos Mundiales de Natación del IPC de 2006 en Eindhoven, ganó una medalla de plata en los 100 metros mariposa S13 para mujeres. En los Campeonatos Para Pan Pacific de 2011, ganó cuatro medallas de oro en los 100 metros mariposa y 100 metros braza, y dos medallas de bronce en los 50 y 100 metros estilo libre SB13.
En los Juegos Paralímpicos de Londres 2012, ganó una medalla de oro en los 100 m de braza SB13, después de ser la clasificada más rápida del evento, y una medalla de bronce en los 50 m de estilo libre femenino SB13. También participó en la clase S13 de los 100 m de estilo libre femenino y en los 200 m de estilo libre individual.
En los Campeonatos Mundiales de Natación del IPC de 2015, en Glasgow, Escocia, terminó en quinto lugar en los 50 metros libres S13 y en los 100 metros braza SB13, en séptimo lugar en los 100 metros mariposa S13 y en octavo lugar en los 100 metros libres S13.
En los Juegos Paralímpicos de Río de Janeiro 2016, compitió en cinco eventos diferentes. Quedó sexta en la final de los 100 metros braza SB13 y octava en la final de los 200 metros individuales SM13. También corrió en los 50 m estilo libre S13, 100 m estilo libre S13 y 100 m mariposa, pero no llegó a la final.

## Esquí
Durante el período 2013-2014, se tomó un descanso de la natación y se entrenó con el equipo australiano de esquí alpino paralímpico. Watt dijo «Siempre he tenido el sueño en mi mente de competir en un juego de invierno y otro de verano porque no mucha gente ha representado a Australia en ambos».

## Reconocimiento
Watt fue la atleta femenina júnior del año del Comité Paralímpico Australiano en 2004, y la nadadora Telstra del año con una discapacidad en 2006 y 2007. Recibió una medalla de la Orden de Australia en los Honores del Día de Australia de 2014 «por su servicio al deporte como medallista de oro en los Juegos Paralímpicos de Londres 2012».